# لو لا شپل
لو لا شپل (هلندی: Lo La Chapelle; ۲۲ ژوئن ۱۸۸۸ – ۲۳ ژوئیهٔ ۱۹۶۶) بازیکن فوتبال اهل هلند بود.
وی همچنین در تیم ملی فوتبال هلند بازی کرده‌است.